# Réflexion (physique)
Pour les articles homonymes, voir Réflexion.

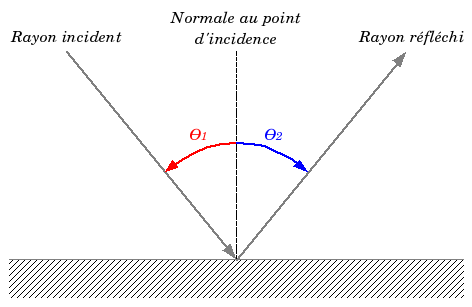
La loi de la réflexion en physique.

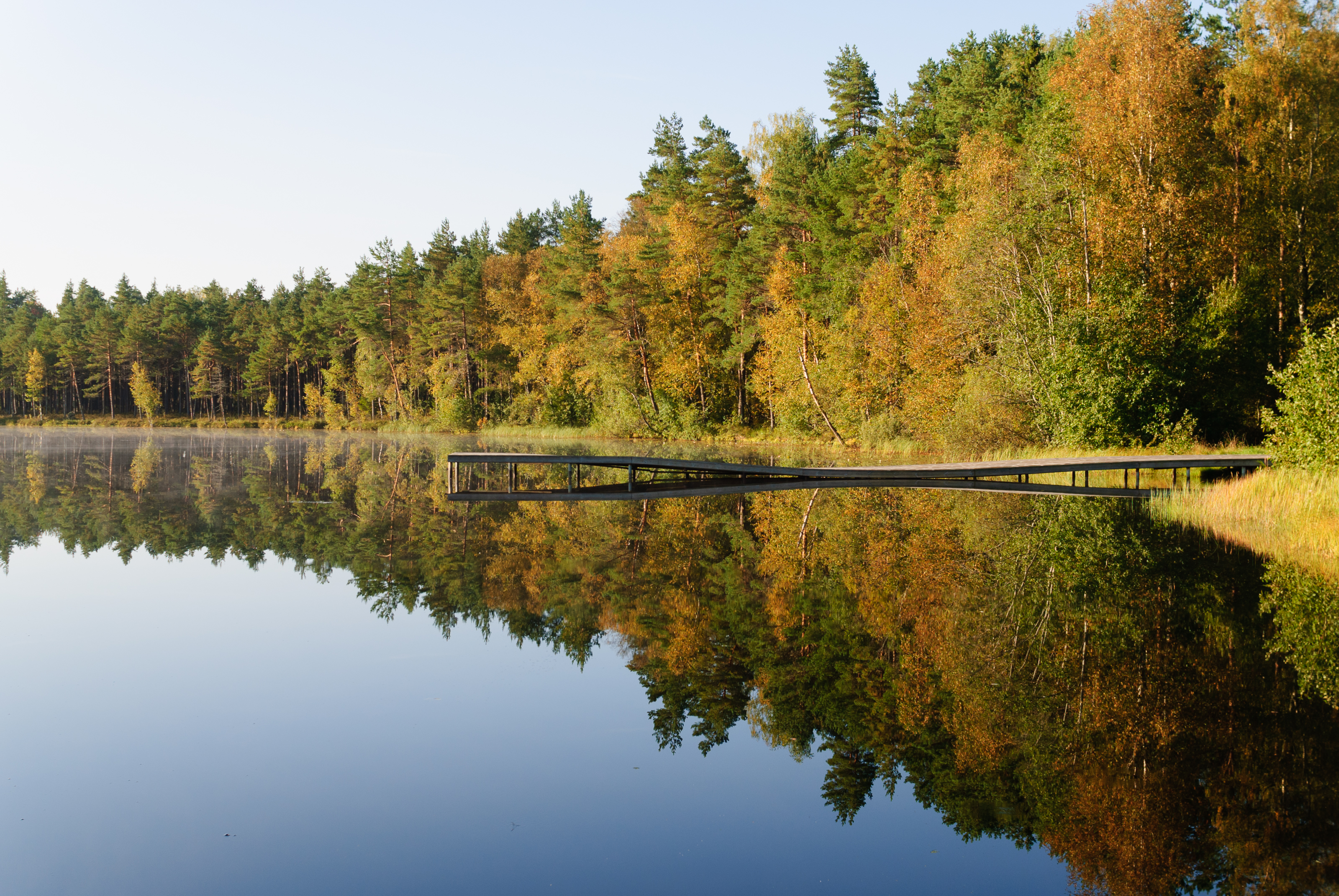
Matsimäe Pühajärv, Estonie.

La réflexion en physique est le brusque changement de direction d'une onde à l'interface de deux milieux. Après réflexion, l'onde reste dans son milieu de propagation initial. De multiples types d'ondes peuvent subir une réflexion. Ainsi, les ondes électromagnétiques se réfléchissent sur les diélectriques ou les métaux, créant une réflexion vitreuse ou une réflexion métallique ; les ondes acoustiques peuvent se réfléchir, ce qui est à l'origine de l'écho par exemple ; les ondes électriques peuvent se réfléchir au raccord entre les câbles ; et les ondes mécaniques, telles les vagues ou les ondes sismiques, peuvent aussi subir ce phénomène.
Il est possible dans certains cas d'amoindrir la réflexion des ondes à l'aide de traitements antireflets ou grâce à l'adaptation d'impédances.
Le phénomène de réflexion est connu depuis des siècles, d'abord en optique, puis en acoustique. Il suit des lois, dites lois de la réflexion :
- il y a égalité entre angle d'incidence et angle de réflexion ;
- l'onde réfléchie se propage dans le même milieu que l'onde incidente.

La manière dont les ondes sont modifiées par la réflexion dépend largement de leur type, de leur fréquence et des compositions des milieux dans lesquels les ondes évoluent.

## Historique
Il semble que la première postulation de la loi de la réflexion ait été faite par Euclide. À l'époque de l'école platonicienne, cette loi est déjà largement connue. Au cours du Ier siècle, Héron d'Alexandrie a étudié la réflexion sur différents miroirs afin d'en déduire que la lumière emprunte à chaque fois « le chemin le plus court ».
En 1500, Léonard de Vinci établit la première comparaison entre lumière et son, montrant que le son aussi peut être réfléchi. Il en déduit même en 1508 que la lumière comme le son sont de nature ondulatoire.
À l'époque d'Isaac Newton et grâce à ses découvertes, le mécanisme de la réflexion de la lumière commence à être exploré. On croyait jusque-là que la réflexion de la lumière, à la manière du principe du choc élastique, était le résultat du choc des particules de lumière avec la matière,. La publication des études de Newton dans Opticks amène alors à penser que la réflexion de la lumière est une force uniforme sur la surface des matériaux et qui agirait sur la lumière pour la repousser.
C'est Newton aussi qui conçoit en 1666 les premiers télescopes réflectifs et non réfractifs, la combinaison de ce télescope portant même son nom : télescope de Newton. Avec les télescopes de type grégorien, ce sont les premiers à utiliser des miroirs et non de grandes lentilles de verre.
Il faut attendre 1809 avant que ne soit découvert le phénomène de polarisation par la réflexion à la suite des travaux d'Étienne Louis Malus. C'est durant cette période que la théorie corpusculaire et la théorie ondulatoire de la lumière s'affrontent. Grâce aux travaux de James Clerk Maxwell et ses « équations de Maxwell », il devient possible de prouver et démontrer le phénomène de réflexion en électromagnétisme et expliquer par ailleurs la polarisation, notamment la polarisation par réflexion.

## Réflexion en optique
L'étude de la réflexion en optique est souvent nommée « catoptrique ». En optique, on distingue en outre la réflexion spéculaire de la réflexion diffuse. La première s'opère sur des surfaces planes et permet une réflexion du faisceau lumineux dans une seule direction de l'espace suivant la loi de la réflexion, l'autre a lieu sur des surfaces rugueuses et réfléchit l'onde incidente dans toutes les directions de l'espace.

### Réflexion spéculaire
La réflexion spéculaire obéit à une des lois de Snell-Descartes. La lumière incidente n'est renvoyée que dans une seule direction en restant dans le plan d'incidence.

### Réflexion diffuse

Différentes modélisation de la réflexion d'un faisceau sur une surface d'un objet parfaitement opaque, avec une diffusion dans tout l'espace, dans une région donnée, ou une réflexion spéculaire.

La réflexion diffuse est telle que la lumière incidente est renvoyée dans un large éventail de directions sans rester uniquement dans le plan d'incidence (attention aux représentations 2D trompeuses). C'est le cas le plus courant dans la nature, car la plupart des milieux : 
- ne sont pas parfaitement opaques, une partie de la lumière pénètre dans le milieu et est réfléchie par les particules (par exemple le lait) ou cristaux (par exemple la neige ou le marbre) qui sont à l'intérieur du milieu ;
- ont une surface rugueuse, la lumière frappant la surface est donc réfléchie dans un peu toutes les directions.

### Réflexion totale
Un cas particulier découlant de la réflexion totale est la réflexion totale frustrée. La réflexion totale frustrée n'est pas un phénomène de réflexion. Lorsqu'une onde est totalement réfléchie sur un dioptre, il est possible de faire apparaître une onde électromagnétique progressive à partir de l'onde évanescente récupérée à la sortie du dioptre où a eu lieu la réflexion totale.

## Réflexion en électromagnétisme
En optique physique et plus généralement en électromagnétisme, on parle de « réflexion vitreuse » et de « réflexion métallique » pour les deux cas de réflexion pouvant avoir lieu pour des ondes électromagnétiques.

### Réflexion vitreuse
La réflexion vitreuse se produit à l'interface entre deux matériaux diélectriques d'indices différents. Elle est produite par l'oscillation des dipôles de la matière excitée par l'onde incidente ; cette oscillation provoque une émission électromagnétique qui donne une onde réfléchie. On peut calculer la réflexion vitreuse à l'aide des coefficients de Fresnel.

### Réflexion métallique
La réflexion métallique se produit à l'interface entre un milieu quelconque et un métal. Elle est produite par l'excitation des électrons réémettant une onde réfléchie. Les électrons sont excités sur une épaisseur caractéristique appelée épaisseur de peau caractérisant la pénétration de l'onde électromagnétique dans le milieu métallique,.

## Mécanique quantique
En mécanique quantique, le comportement de particules face à une barrière de potentiel peut être étudié. Ces particules, par analogie avec la mécanique classique, peuvent être « transmises » ou « réfléchies ». Les coefficients de réflexion et de transmission sont calculés comme le rapport des flux de particules constituant une onde plane.
Il est possible de prendre l'exemple d'une particule de fonction d'onde {\displaystyle \psi (x,t)=\psi (x)e^{-i{\frac {Et}{\hbar }}}} et d'un potentiel tel que :
{\displaystyle {\begin{cases}0\Leftrightarrow x\in \mathbb {R} _{-}^{*}\\V_{0}\Leftrightarrow x\in \mathbb {R} _{+}^{*}\end{cases}}}.
Dans le cas où E, l'énergie, est inférieure à V0, les solutions de l'équation de Schrödinger en mode stationnaire, c'est-à-dire indépendante du temps, sont telles que suit :
{\displaystyle {\begin{cases}\psi (x)=e^{ikx}+\xi e^{-ikx}\Leftrightarrow x\in \mathbb {R} _{-}^{*}\\\psi (x)=\beta e^{-i\kappa x}\Leftrightarrow x\in \mathbb {R} _{+}^{*}\end{cases}}}, où {\displaystyle k={\frac {\sqrt {2mE}}{\hbar }}} et {\displaystyle \kappa ={\frac {\sqrt {2m(V_{0}-E)}}{\hbar }}}.
La continuité de la fonction d'onde amène alors :
{\displaystyle \xi ={\frac {k-i\kappa }{k+i\kappa }}}, dont le module au carré est égal à 1.
Lorsque l'énergie de la particule est plus faible que le potentiel à passer, l'onde est, par analogie avec la mécanique classique, totalement réfléchie puisque l'onde incidente a la même intensité que l'onde réfléchie. En outre, la fonction d'onde du côté du potentiel est une fonction exponentielle décroissante, similaire à l'onde évanescente en électromagnétisme.
Lorsque E est supérieure à V0, les solutions sont alors :
{\displaystyle {\begin{cases}\psi (x)=\xi _{+}e^{ikx}+\xi _{-}e^{-ikx}\Leftrightarrow x\in \mathbb {R} _{-}^{*}\\\psi (x)=\beta _{+}e^{i\kappa x}+\beta _{-}e^{-i\kappa x}\Leftrightarrow x\in \mathbb {R} _{+}^{*}\end{cases}}}, où cette fois {\displaystyle \kappa ={\frac {\sqrt {2m(E-V_{0})}}{\hbar }}}.
Si la particule provient du potentiel nul et arrive au potentiel V0, et en posant {\displaystyle \xi _{+}=1,\beta _{-}=0}, on trouve les coefficients suivants :
{\displaystyle \xi _{-}={\frac {k-\kappa }{k+\kappa }}}.

### Réflexion en acoustique

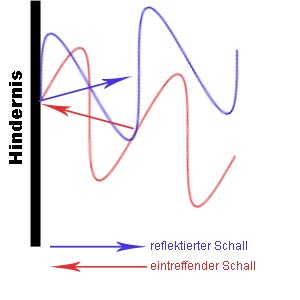
Réflexion du son. Légende : eintreffender Schall = son incident,
reflektierter Schall = son réfléchi.

## Réflexion électrique
Le phénomène de réflexion pouvant s'appliquer à tout type d'onde, les ondes du champ électrique dans les lignes de tension peuvent subir des réflexions. Dans le cas des lignes avec et sans pertes, les terminaisons provoquent un phénomène de réflexion dont le facteur dépend de la nature de la terminaison.
Une terminaison résistive possède un facteur de réflexion pouvant aller de -1 à 1, là où une terminaison inductive ou capacitive ne possède pas de valeur facilement déterminable.
Dans les terminaisons résistives, il est possible de supprimer l'onde réfléchie en ajustant la résistance pour lui donner la valeur de l'impédance caractéristique de la ligne.
Une ligne ouverte ou un court-circuit sont assimilables à un phénomène de réflexion totale.

## Grandeurs en rapport avec la réflexion

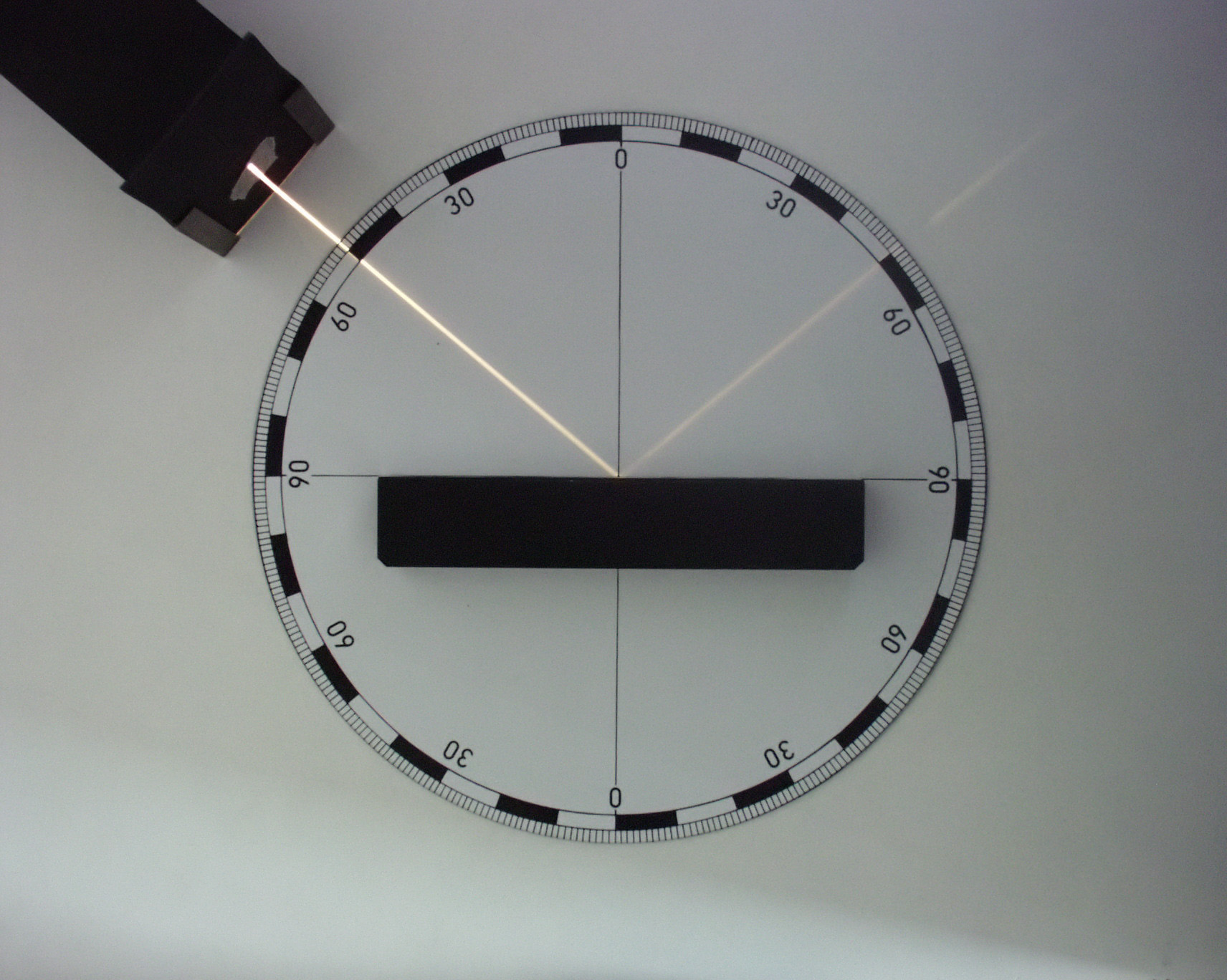
Réflexion de la lumière.

### Coefficient de réflexion
Quel que soit le domaine, on définit souvent un coefficient de réflexion permettant de caractériser le comportement du milieu par rapport à l'onde incidente. Le coefficient de réflexion peut être défini en amplitude ou en intensité.
Le coefficient de réflexion en amplitude est défini comme suit :
{\displaystyle r={\frac {A_{r}}{A_{i}}}}
où r est le plus souvent un nombre complexe dont la phase permet de déduire le déphasage entre l'onde réfléchie d'amplitude Ar et l'onde incidente d'amplitude Ai.
Le coefficient de réflexion en intensité en découle comme suit : {\displaystyle R=|r|^{2}}.

### Albédo
L'albédo d'un matériau est déterminé par sa capacité à réémettre un rayonnement incident. Très utilisée en radiométrie et en photométrie, cette grandeur est définie comme :
{\displaystyle A={\frac {F_{\text{é}}}{F_{i}}}}
qui est le rapport du flux réémis Fé par réflexion spéculaire et diffuse, exceptant donc l'émission thermique du corps, et le flux incident Fi. Un corps noir a un albédo de 0 et un miroir parfait un albédo de 1. Étant un rapport de flux et caractéristique d'un matériau, l'albédo dépend de l'état de surface du matériau ainsi que de l'angle d'incidence de la source et de sa fréquence.

## Applications
La réflexion est utilisée en géophysique dans le cadre de la réflexion sismique, une technique d'analyse des sédiments qui a vu le jour au cours des années 1950 et représente 94 % des dépenses en géophysique dans le monde en 1991, une proportion essentiellement due à l'utilisation de cette technique dans le domaine pétrolier.